# 裙状巨盾蛞蝓
裙状巨盾蛞蝓（学名：Macrochlamys cincta）为拟阿勇蛞蝓科巨盾蛞蝓属的动物，是中国的特有物种。分布于广东、海南、广西等地，生活环境为陆地，主要生活于林区、农田附近潮湿阴暗的石块下落叶下、杂草丛中以及树洞和住宅墙角。